# Adalto Magalha
Adalto Magalha, nome artístico de Adalto Magalhães Gavião (Rio de Janeiro, 9 de janeiro de 1945 — Rio de Janeiro, 6 de agosto de 2016), foi um cantor e compositor de música popular brasileira.

## Discografia
- 1986 - Explosão do Pagode
- 2005 - Samba de Tradição
- 2014 - Não Vivo Sem o Samba

## Premiações
Tamborim de Ouro
2001 - O Samba do Ano (Tradição - "Hoje É Domingo, É Alegria. Vamos Sorrir e Cantar") 